# Diète d'Empoli
Le Congrès d'Empoli, connu dans les annales médiévales sous les noms Concile d'Empoli, Convention d'Empoli et Diète d'Empoli, est une réunion qui s'est tenue fin septembre 1260 dans la cité toscane d'Empoli à la suite de la défaite de la République florentine lors de la  bataille de Montaperti.

## Histoire
Lors de cette réunion se retrouva réuni le soi-disant Parlement gibelin (Parlamento Ghibellino) afin de décider du nouvel équilibre politico-économique de la région. 
La réunion eut lieu au Palazzo Ghibellino d'Empoli, situé juste face à la Collegiata. Les gibelins siennois et pisans, ennemis acharnés des florentins plus pour des raisons économiques que politiques, demandèrent aux légats du roi Manfred Ier de mettre aux voix la proposition de « raser au sol » la ville de Florence. 
Le chef des Gibelins de Florence, Manente di Iacopo degli Uberti, dit «  Farinata », s'opposa de toutes ses forces à cette proposition. Farinata degli Uberti réussit à bloquer le vote et à sauver Florence d'une destruction certaine. 
Dante Alighieri célébrera le mérite de l'adversaire politique dans le célèbre Chant X de l'Enfer.